# ルクヌッディーン・フィールーズ・シャー
ルクヌッディーン・フィールーズ・シャー（Rukn ud din Firuz Shah, 1205年以前 - 1236年11月9日）は、北インドのデリー・スルターン朝、奴隷王朝の第4代君主（在位：1236年）。父は第3代のシャムスッディーン・イルトゥトゥミシュ。

## 生涯
1229年、父王イルトゥトゥミシュは自身の息子らに王としての見込みがないと考え、娘ながら見込みのあったラズィーヤを後継者に指名し、1236年4月29日に死去した。
ところが、イルトゥトゥミシュの死に際して、貴族らはラズィーヤがデリーにいなかったことで、その臨終に居合わせた兄のルクヌッディーン・フィールーズ・シャーを擁立し、翌30日に即位させた。これに関しては、フィールーズ・シャーがラホール、バダーウーン（Badain）といった重要な地のイクターを与えられ、人々に注目されていたからだとされる。
だが、フィールーズ・シャーは王座を得るとすぐに快楽にふけるようになり、その生母であるシャー・トゥルカーンが後宮（ハーレム）のかつて対立者らを殺害するなど、専横ともいえる政治干渉から貴族らの反感を買うようになった。
まもなく、ラホール、バダーウーン、ムルターン、ハーンシーなど北インド各地が反旗を翻し、シャー・トゥルカーンがこの過程で有能な弟クトゥブッディーン・ムハンマドも盲目にして殺害したことで、戦乱となった。
フィールーズ・シャーはデリーから出陣したが、妹ラズィーヤもシャー・トゥルカーンから殺害されることを恐れて反旗を翻し、シャー・トゥルカーンは捕えられた。彼はデリーの秩序を回復するためにデリーへと引き返したが、彼の側に付いていたトルコ系貴族らもラズィーヤに加担するようになり、彼も捕えられた。
同年11月9日、フィールーズ・シャーはラズィーヤの命により、処刑された。